# Trichopsychoda tenompoca
Trichopsychoda tenompoca är en tvåvingeart som beskrevs av Quate 1962. Trichopsychoda tenompoca ingår i släktet Trichopsychoda och familjen fjärilsmyggor. Inga underarter finns listade i Catalogue of Life.